# بازنوال
بازنوال (به فرانسوی: Bazinval) یک کمون (فرانسه) در فرانسه است که در canton of Blangy-sur-Bresle واقع شده‌است. بازنوال ۷٫۱۸ کیلومتر مربع مساحت دارد ۸۸ متر بالاتر از سطح دریا واقع شده‌است.